# Galactic Wrestling
Galactic Wrestling: Featuring Ultimate Muscle è un videogioco picchiaduro uscito per PlayStation 2 nel 2004, il 22 aprile in Giappone e il 30 giugno negli Stati Uniti. In Giappone è noto come Kinnikuman Generations (キン肉マン ジェネレーションズ?), o anche come Niku Gene (肉ジェネ?). Il gioco, fedele alla versione manga dell'universo di Ultimate Muscle su cui si basa il gioco, è invero un'espansione di Ultimate Muscle: Legends vs. New Generation, gioco per GameCube uscito in Giappone il 22 novembre 2002 e nel Nord America il 5 giugno 2003. Questo gioco, inoltre, possiede un'espansione per PlayStation Portable, chiamata Kinnikuman Muscle Generations (キン肉マン マッスルジェネレーションズ?) e uscita in Giappone il 2 febbraio 2006.

## Trama
Mantaro Kinniku/Kid Muscle viene inviato dalla sua progenie del pianeta Kinniku sulla Terra, dove incontra Meat, suo compatriota, che gli insegna ad essere un wrestler. Kid affronta i suoi primi incontri contro Dial Balik, Pumpinetor, Check Mate, Road Rage Hydrozoa, e Mars. Successivamente, Kid viene inviato nel suo pianeta dove affronta tre avversari, ovvero Forkolossus, Hanzo e Bone Cold, per poi tornare sulla Terra dove partecipa al 22.000º Torneo Chojin. In questo torneo affronta, in sequenza, El Nino, Hollywood Bowl, Barrierfree Man, Ricardo (il capo della D.M.P.) e Kevin Mask (il quale sconfigge Kid e si aggiudica la finale). Dopodiché Kid, Barrierfree Man, Mars, Turbiskij e Kevin, ormai decisi a diventare dei Chojin di Luce, si scontrano e sconfiggono Voltman, 4D Costellation e Ashuraman, salvando così Meat, che i tre Chojin Oscuri volevano sacrificare.
Dopo questa esperienza, Kid e i suoi compagni vengono spediti nel passato per affrontare e sconfiggere il duo Lighting e Thunder, che hanno la capacità di viaggiare nel tempo. Il duo si iscrive al torneo Tag Team dove affronta e sconfigge Neptuneman e Mammothman, portando Kid a iscriversi al torneo insieme al suo partner Chaos Avenir (che per partecipare si mette le vesti di Kinnkuman Great), formando così un tag team che si chiama Muscle Brothers Nouveau. Kid e Chaos negli incontri affrontano e sconfiggono Beefman, Curry Lou Thesz, Unnamed Bogus Rupin, Tenmusuman e Itto Mask. Dopo aver battuto questi avversari Chaos muore per mano del duo Lighting e Thunder, lasciando così Kid Muscle senza partner, che però trova in Kevin Mask, che approfitta della situazione e si offre volontario di fare squadra con Kid, che decide di allenarsi per imparare la Muscle Spark.

## Personaggi
Il videogioco contiene in tutto ben 100 personaggi, contando pure i vestiti alternativi e le comparse.

## Modalità di gioco
Il videogioco contiene ben tre modalità: match a due, match tag e match quattro contro quattro.

## Accoglienza
Secondo l'aggregatore Metacritic, il gioco ha ricevuto recensioni miste da parte della critica. La rivista giapponese Famitsū gli diede un punteggio di 26 su 40.